# ناثانيال اموس
ناثانيال اموس (بالإنجليزية: Nathaniel Amos)‏ (26 أكتوبر 1989 بلاغوس في نيجيريا - ) هو لاعب كرة قدم نيجيري في مركز الهجوم. لعب مع سبورتينغ غوا وCrown F.C. ‏.